# Гнойник (Малопольське воєводство)
Гнойник (пол. Gnojnik) — село в Польщі, у гміні Гнойник Бжеського повіту Малопольського воєводства.
Населення — 2429 осіб (2011).
У 1975-1998 роках село належало до Тарновського воєводства.

## Демографія
Демографічна структура станом на 31 березня 2011 року:
|          | Загалом | Допрацездатний вік | Працездатний вік | Постпрацездатний вік |
| -------- | ------- | ------------------ | ---------------- | -------------------- |
| Чоловіки | 1226    | 325                | 801              | 100                  |
| Жінки    | 1203    | 307                | 704              | 192                  |
| Разом    | 2429    | 632                | 1505             | 292                  |